# Consejo Internacional de Boxeo
El Consejo Internacional de Boxeo (IBC) fue un organismo sancionador de boxeo durante los años 1990 hasta el 2012. Los boxeadores que solían obtener un  título del IBC, llegaban a obtener títulos en organismos más reconocidos.
Junto con la IBO, la WBU, la IBU, la IBA, WPBF, y la WBF; el IBC otorgaba títulos secundarios, y que no se solían  considerar a los poseedores de dichos títulos como verdaderos campeones mundiales; contrario a lo que ocurre con los cinturones otorgados por la WBA, el WBC, la WBO, y la IBF, que son considerados como los cuatro grandes organismos sancionadores de boxeo.

## Otras organizaciones mundiales de boxeo
- Asociación Internacional de Boxeo
- Federación Internacional de Boxeo
- Organización Internacional de Boxeo
- Unión Internacional de Boxeo
- Asociación Mundial de Boxeo
- Consejo Mundial de Boxeo
- Federación Mundial de Boxeo Profesional & Consejo Estadounidense de Boxeo
- Federación Mundial de Boxeo
- Organización Mundial de Boxeo
- Unión Mundial de Boxeo